# 도망치는 건 부끄럽지만 도움이 된다
《도망치는 건 부끄럽지만 도움이 된다》(일본어: 逃げるは恥だが役に立つ)는 우미노 츠나미의 만화 작품이다.

## 개요
《Kiss》 (코단샤)에서 2012년 22호부터 연재되었고, 동 잡지는 2013년 5월호부터 월간지가 되어, 6월호부터 매호 연재되고 있다. 단행본은 2016년 10월 현재 기간 8권.
2015년, 제39회 코단샤 만화상·소녀 부문 수상.

## 등장 인물
모리야마 미쿠리
25세.
츠자키 히라마사
36세.
츠치야 유리
49세.

## 서지 정보
- 우미노 츠나미 《도망치는 건 부끄럽지만 도움이 된다》 코단샤 〈KC Kiss〉 기간 8권[3] (2016년 10월 13일 현재)
  1. 2013년 6월 13일 발매, ISBN 978-4-06-340911-6
  2. 2013년 10월 11일 발매, ISBN 978-4-06-340920-8
  3. 2014년 2월 13일 발매, ISBN 978-4-06-340924-6
  4. 2014년 10월 10일 발매, ISBN 978-4-06-340936-9
  5. 2015년 4월 13일 발매, ISBN 978-4-06-340954-3
  6. 2015년 10월 13일 발매, ISBN 978-4-06-340968-0
  7. 2016년 6월 13일 발매, ISBN 978-4-06-340984-0
  8. 2016년 10월 13일 발매, ISBN 978-4-06-340998-7
  9. 2017년 3월 13일 발매,

## 텔레비전 드라마
2016년 10월 11일부터 12월 20일까지 매주 화요일 22시 00분 ~ 22시 54분에, TBS 계열의 화요드라마 시간대에서 방송되었다. 주연은 아라가키 유이.
구직 중인 망상을 좋아하는 여자 모리야마 미쿠리 (아라가키 유이)가, 독신 회사원 츠자키 히라마사 (호시노 겐)의 가사 대행으로서 일하는 도중, 두 사람이 종업원과 고용주라는 관계의 〈계약 결혼〉을 한다는 사회파 러브 코미디.

### 출연진
- 모리야마 미쿠리 - 아라가키 유이
- 츠자키 히라마사 - 호시노 겐
- 카자미 료타 - 오타니 료헤이
- 히노 히데시 - 후지이 타카시
- 타나카 야스에 - 마노 에리나
- 우메하라 나츠키 - 나리타 료
- 호리우치 유즈 - 야마가 코토코
- 모리야마 토치오 - 우카지 타카시
- 모리야마 사쿠라 - 토미타 야스코
- 누마타 요리츠나 - 후루타 아라타
- 츠치야 유리 - 이시다 유리코

### 제작진
- 원작 - 우미노 츠나미
- 각본 - 노기 아키코
- 프로듀서 - 나스다 준
- 연출 - 카네코 후미노리, 도이 노부히로, 이시이 야스하루
- 음악 - 스에히로 켄이치로, MAYUKO
- OP 테마 - CHARAN-PO-RANTAN 〈나아가, 가끔 도망쳐도〉 (avex trax)
- 주제가 - 호시노 겐 〈사랑〉 (스피드스타 레코드)
- 제작 저작 - TBS

### 방송 일자
| 각 화                                                       | 방송일           | 부제                                                  | 연출            | 시청률 |
| ----------------------------------------------------------- | ---------------- | ----------------------------------------------------- | --------------- | ------ |
| 제1화                                                       | 2016년 10월 11일 | 저를 아내로 고용해주세요! 계약 결혼에서 꽃피는 사랑!? | 카네코 후미노리 | 10.2%  |
| 제2화                                                       | 10월 18일        | 비밀의 계약 결혼! 파란의 양가 대면                    | 카네코 후미노리 | 12.1%  |
| 제3화                                                       | 10월 25일        | 가장 좋아해요! 계약 아내의 돌연 고백                  | 도이 노부히로   | 12.5%  |
| 제4화                                                       | 11월 1일         | 저, 연인을 만들려고 생각합니다!                       | 도이 노부히로   | 13.0%  |
| 제5화                                                       | 11월 8일         | 허그의 날, 시작했습니다!                              | 이시이 야스하루 | 13.3%  |
| 제6화                                                       | 11월 15일        | 온천 일박 여행에 얽히는 에세트라                      | 카네코 후미노리 | 13.6%  |
| 제7화                                                       | 11월 22일        | 그 키스의 앞뒤                                        | 카네코 후미노리 | 13.6%  |
| 제8화                                                       | 11월 29일        | 이혼과 본가와 운명의 상대                             | 이시이 야스하루 | 16.1%  |
| 제9화                                                       | 12월 6일         | 그 사람에게 좋아한다고 듣기 3일 전                    | 카네코 후미노리 | 16.9%  |
| 제10화                                                      | 12월 13일        | 연애 레벌루션 2016                                    | 이시이 야스하루 | 17.1%  |
| 최종화                                                      | 12월 20일        | 부부를 넘어서 가라                                    | 카네코 후미노리 | 20.8%  |
| 평균 시청률 14.5% (시청률은 칸토 지구·비디오 리서치사 조사) |                  |                                                       |                 |        |

- 첫회·제10화·최종화 15분 확대.

| TBS 화요드라마                           | TBS 화요드라마                                               | TBS 화요드라마              |
| 이전 작품                                | 작품명                                                       | 다음 작품                   |
| ---------------------------------------- | ------------------------------------------------------------ | --------------------------- |
| 후회없이, 사랑해 (2016.7.12 ~ 2016.9.20) | 도망치는 건 부끄럽지만 도움이 된다 (2016.10.11 ~ 2016.12.20) | 콰르텟 (2017.1.17 ~ 2017.3) |